# Rolf Lieberknecht

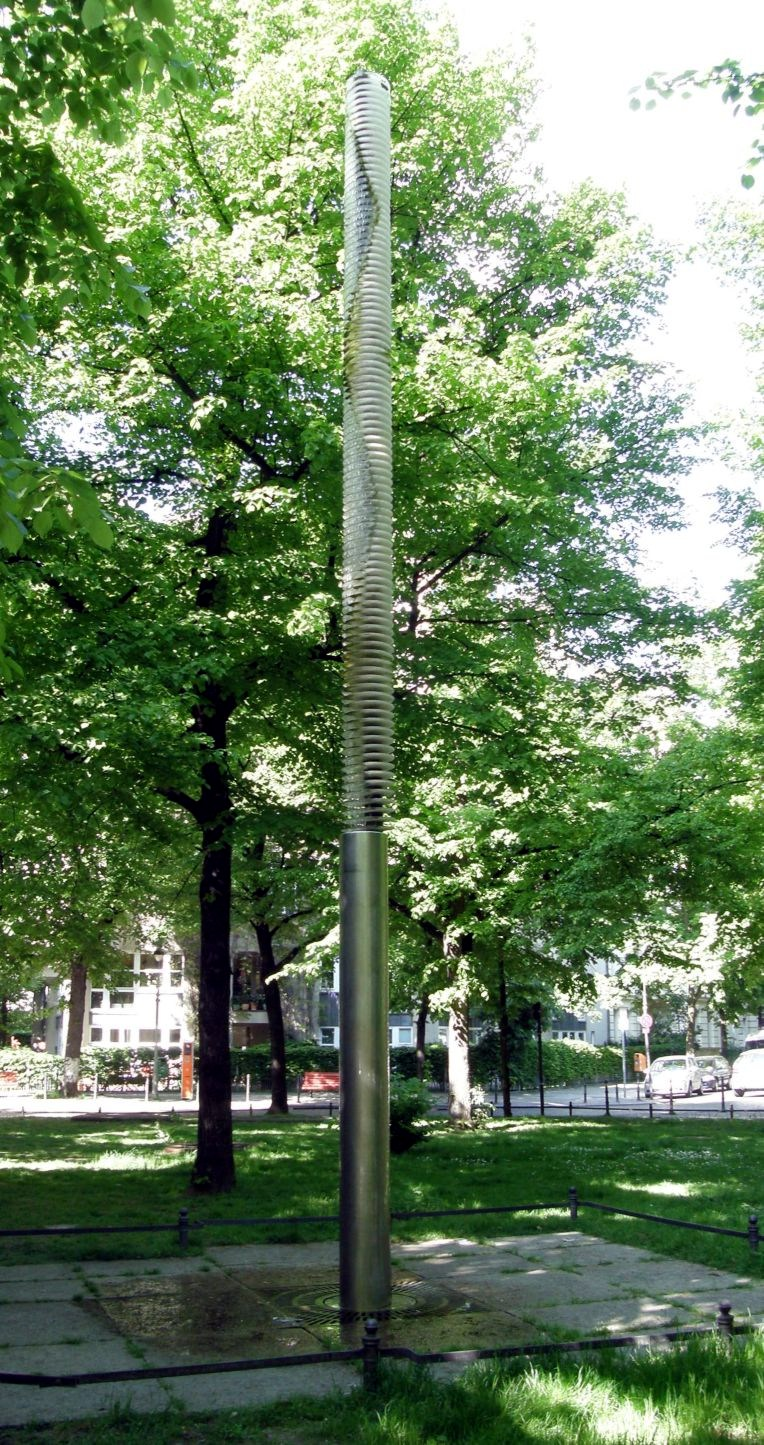
Brunnensäule (1989), Fasanenplatz in Berlin-Wilmersdorf

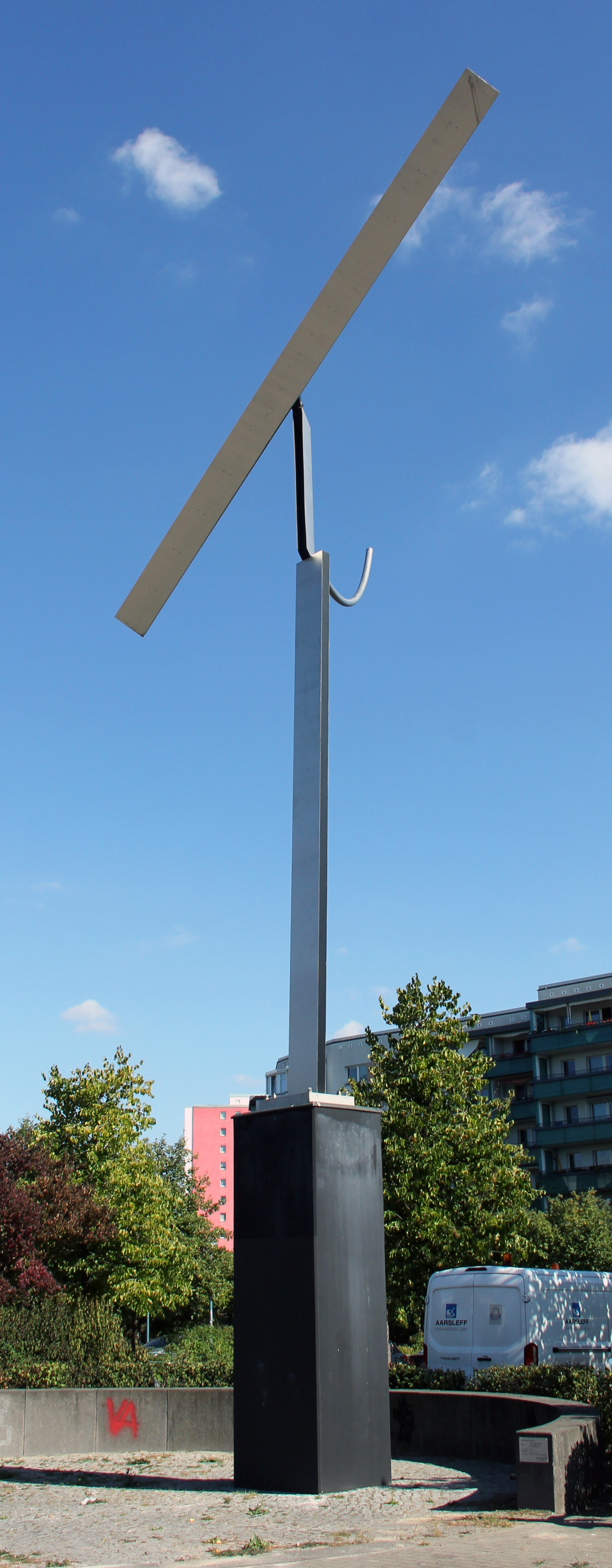
Skulptur am Haus, Gülzower Str Hellersdorfer Straße, in Berlin-Hellersdorf

Rolf Lieberknecht (* 1947 in Mettmann, Nordrhein-Westfalen) ist ein deutscher Bildhauer. Seit 1989 ist er Professor für Bildhauerei und dreidimensionale Gestaltung an der Universität Duisburg-Essen in Essen. Charakteristisch für seine Arbeiten sind windkinetische Skulpturen und Laserinstallationen.
Lieberknecht studierte von 1967 bis 1979 an der Technischen Universität Berlin und am Royal College of Art in London. Von 1982 bis 1987 war er Künstlerischer Mitarbeiter und Lehrbeauftragter an der Hochschule der Künste Berlin bei Günter Ohlwein. Seit 1971 beteiligt er sich regelmäßig an Ausstellungen.

## Skulpturen
- Kinetische Konstruktionen, 1972–1973
- Lichtoktaeder, 1977
- Contract Suspended, 1979
- Eistetraeder, 1979
- Kinetische Lichtbrechungen, 1979–1980
- Kunst- und Landschaftskonzeptionen, 1980–1987
- Lichttetraeder, 1980–1983
- Aktionen mit fliegenden Objekten, 1981
- Fundstücke, 1981–1983
- Laserinstallation, 1981–1984
- Rücklichter, 1982
- Lebanon Valley Reflections, 1982
- Casselblanca, 1982
- L’Albatros, 1982–1984
- Jardin des Baisers, 1983
- Monumente, 1984
- Epicenter, 1984
- Castor und Pollux, 1985
- Windkinetische Skulptur mit zwei Kreissegmenten, 1985
- L'Albatros, 1985–1986
- Lichtpendel 1, 1986
- The Pögangwhoya Twins, 1987
- Wetterleuchten, 1988
- The Buffalo Piece, 1988–1989
- Stab und Scheibe 2, 1989
- Aus heiteren Himmeln …, 1989
- Wasserstele, 1990
- Lichtpendel 2, 1990
- Lichtvoliere, 1992
- Lichtspur, 1992–1993
- West-Ost / Ost-West, 1993
- Windanimierte Bewegung, 1993–1998
- Ohratorium, 1994
- Wasserskulptur, 1995
- Zwitsch on the Internet, 1997
- Right Angle III (Bewegungsstudie), 2003